# Maduka Okoye
Maduka Emilio Okoye (* 28. August 1999 in Düsseldorf) ist ein deutsch-nigerianischer Fußballtorwart, der bei Udinese Calcio spielt und nigerianischer Nationalspieler ist.

## Karriere

### Verein
Okoye begann beim Düsseldorfer Stadtteilklub SC Flingern 08 mit dem Fußballspielen, zunächst noch als Stürmer, dann auf der Torwartsposition. Seine Ausbildung genoss er in den Nachwuchsleistungszentren von Borussia Mönchengladbach sowie acht Jahre in dem von Bayer 04 Leverkusen.
Als 18-Jähriger wechselte der Torwart zu Fortuna Düsseldorf, wo er in der A-Junioren-Bundesliga spielte, aber auch bereits erste Einsätze für die Regionalligamannschaft absolvierte. Ab der Saison 2018/19 gehörte er dieser fest an und wechselte sich dort mit Jannick Theißen und Mario Zelic im Tor ab. Unter Cheftrainer Uwe Rösler stand Okoye am 22. Spieltag der Folgesaison erstmals im Bundesligakader als Backup für Florian Kastenmeier.
Zur Saison 2020/21 wechselte er für zwei Jahre mit der Option auf weitere zwei Jahre zum niederländischen Erstligisten Sparta Rotterdam. Ab dem 7. Spieltag löste er Benjamin van Leer als „Nummer 1“ ab und absolvierte die restlichen 28 Ligaspiele. Im November 2021 nahm ihn der FC Watford aus der Premier League bis zum 30. Juni 2027 unter Vertrag; er verbleibt jedoch bis zum Ende der Saison 2021/22 auf Leihbasis bei Sparta Rotterdam. In seinem zweiten Jahr absolvierte er 30 Ligaspiele. Jeweils 2 Spiele verpasste er wegen einer Verletzung und aufgrund seiner Teilnahme am Afrika-Cup 2022.
Zur Saison 2022/23 erfolgte schließlich der Wechsel zum FC Watford, der in der Zwischenzeit in die EFL Championship abgestiegen war.
Im Sommer 2023 wechselte er nach Italien zu Udinese Calcio.

### Nationalmannschaft
Am 13. Oktober 2019 debütierte Okoye nach einer Einwechslungs für den verletzten Stammkeeper Francis Uzoho in einem Testspiel der A-Nationalmannschaft Nigerias gegen Brasilien (1:1). Seitdem kommt der Torhüter regelmäßig zum Einsatz, zuletzt bei den Qualifikationsspielen zur Weltmeisterschaft 2022 in Katar.

## Persönliches
Okoyes Vater ist Nigerianer, seine Mutter Deutsche.